# На удачу (узел)
Узел на удачу (англ. Good luck knot) китайского происхождения. Есть много вариаций этого узла.

## Происхождение
Лидия Чен в своей книге «Chinese knotting» утверждает, что узел, названный ею «узлом удачи», раньше не имел названия, хотя Клиффорд Эшли в 1944 году именовал его «клеверным (англ. Shamrock knot)». Этот узел есть на статуе азиатской богини милосердия Гуаньинь, которая была создана между 557-м и 588-м годами нашей эры, и позже найдена в пещере на северо-западе Китая.